# Metaltella tigrina
Metaltella tigrina is een spinnensoort uit de familie Desidae. De soort komt voor in Argentinië.